# POP3
Post Office Protocol (POP) – protokół internetowy z warstwy aplikacji pozwalający na odbiór poczty elektronicznej ze zdalnego serwera do lokalnego komputera poprzez połączenie TCP/IP.
Kiedy użytkownik połączy się z siecią, to korzystając z POP3, może pobrać czekające na niego listy do lokalnego komputera. Jednak protokół ten ma wiele ograniczeń:
- połączenie jest realizowane tylko wtedy, gdy użytkownik pobiera pocztę; nie może zostać uśpione;
- każdy list musi być pobierany razem z załącznikami i żadnej jego części nie można w łatwy sposób pominąć; istnieje komenda top, ale pozwala ona jedynie określić przesyłaną liczbę linii od początku wiadomości;
- wszystkie odbierane listy trafiają do jednej skrzynki i nie da się utworzyć ich kilku;
- serwer POP3 nie potrafi sam przeszukiwać czekających w kolejce listów.

Istnieje bardziej zaawansowany protokół IMAP, który pozwala na przeglądanie czekających listów nie po kolei (na podobieństwo plików w katalogach) i posiada niektóre funkcje pominięte w POP3.
Programy odbierające pocztę najczęściej obsługują oba protokoły, ale POP3 jest bardziej popularny. Wysyłanie listów zawsze opiera się na protokole SMTP. Komunikacja POP3 może zostać zaszyfrowana z wykorzystaniem protokołu SSL. Jest to o tyle istotne, że w POP3 hasło przesyłane jest otwartym tekstem, o ile nie korzysta się z opcjonalnej komendy protokołu POP3, APOP.
Protokół POP, podobnie jak inne protokoły internetowe (np. SMTP, HTTP), jest protokołem tekstowym, czyli w odróżnieniu od protokołu binarnego czytelnym dla człowieka. Komunikacja między klientem pocztowym a serwerem odbywa się za pomocą czteroliterowych poleceń.

## Przykład sesji POP3
Poniżej przedstawiona jest przykładowa sesja POP3 (z serwerem cucipop), w której klient kolejno:
- podaje identyfikator użytkownika, którego poczta będzie ściągana (polecenie user),
- podaje hasło (polecenie pass),
- prosi o listę wiadomości oczekujących na ściągnięcie (polecenie list),
- ściąga pierwszą (i akurat w tym przypadku ostatnią) z wiadomości (polecenie retr),
- kasuje wiadomość po jej ściągnięciu (polecenie dele),
- kończy sesję (polecenie quit).

```
+OK Cubic Circle's v1.31 1998/05/13 POP3 ready <4c210000ddb28641@pop3serwer>
user uzytkownik
+OK uzytkownik selected
pass Haslo
+OK Congratulations!
list
+OK 1 messages (627 octets)
1 627
.
retr 1
+OK 627 octets
Received: by pop3serwer (mbox uzytkownik)
(with Cubic Circle's cucipop (v1.31 1998/05/13) Mon Nov 1 23:04:26 2004)
X-From_: uzytkownik@adres.email.com Mon Nov 01 23:04:07 2004
Return-path: <uzytkownik@adres.email.com>
Envelope-to: uzytkownik@adres.email.com
Received: from uzytkownik by pop3serwer.adres.email.com with local (Exim 3.35 #1 (Debian))
        id 1COkHX-0002DO-00
        for <uzytkownik@adres.email.com>; Mon, 01 Nov 2004 23:04:07 +0100
To: uzytkownik@adres.email.com
Subject: test
Message-Id: <E1COkHX-0002DO-00@pop3serwer.adres.email.com>
From: Uzytkownik <uzytkownik@adres.email.com>
Date: Mon, 01 Nov 2004 23:04:07 +0100

.
dele 1
+OK Message 1 deleted
quit
+OK Was it as good for you, as it was for me?  (clean as a baby)

```

## Standardy dotyczące POP3
Dokumenty RFC opisujące mechanizmy związane z POP3:
- RFC 1939 ↓ – Post Office Protocol – Version 3,
- RFC 2449 ↓ – POP3 Mechanizm Rozszerzania,
- RFC 1734 ↓ – Polecenia uwierzytelniania POP3 AUTH,
- RFC 2222 ↓ – Uwierzytelnianie SASL,
- RFC 3206 ↓ – Kody błędów SYS oraz AUTH POP.

POP3 korzysta z portu nr 110, natomiast w przypadku użycia SSL (POP3S) z portu nr 995.